# Amphinema platyhedos
Amphinema platyhedos is een hydroïdpoliep uit de familie Pandeidae. De poliep komt uit het geslacht Amphinema. Amphinema platyhedos werd in 1985 voor het eerst wetenschappelijk beschreven door Arai & Brinckmann-Voss. 